# Triaspis sekerai
Triaspis sekerai är en stekelart som beskrevs av Snoflak 1953. Triaspis sekerai ingår i släktet Triaspis och familjen bracksteklar. Inga underarter finns listade i Catalogue of Life.